# Apha yunnanensis
Apha yunnanensis är en fjärilsart som beskrevs av Clayton Dissinger Mell 1937. Apha yunnanensis ingår i släktet Apha och familjen Eupterotidae. Inga underarter finns listade i Catalogue of Life.